# أريج عمر الزواوي
أريج عمر الزواوي (ولدت عام 1967 في سلطنة عمان) كانت أحد أفراد الأسرة الهاشمية في الأردن منذ 1997 بِزَواجِها مِنَ الأمير غازي بن محمد. وهِيَ مَعروفة مِثل زَوجها في الحوار بين الأديان. 
تُحاوِل أريج تَطويرَ نِظام تَعليمي يَجمع بَينَ التَّعليم الدِّيني ومَزايا التَّعليم المَدرسي المُوَجَّه نَحوَ الغرب.

## حياتها
تَرَعرَعَت أريج في عمان كإبنة الوَزير عمر الزواوي، تَخَرَجَت ما بين 1986 إلى 1988 في جامعة مسقط. 1990 وبَدَأَت دِراسَة البيداغوجيا واللغويات في جامِعَة جورجتاون الكاثوليكية الرومانية، وتخرجت فيها بشهادة الماجستير عام 1995. ثم ذَهبت إلى جامعة اركنساس، حيثُ تَلَقَّت الدراسات الاجتماعية الأردنية وكيفَ تُلَبي احتياجات المُتَعَلِّمين المُتَقَدِّمين لِلصف الثامن كحالة دراسية في الدكتوراه عام 2006. كما كانت معروفة أيضاً في ولاية اركنسو من خلال المحاضرات التي عَقَدَتها في الجامعات والمدارس حولَ ثَقافة الشرق الأوسط.
في عام 2008 أكمَلَت الدكتوراه الثانية مَع أُطروحَتِها على شكل كُتَيِّب مَدرسي عَن كَيفيَّة دَمج ذِكر الله في التدريس، الذي أشرَفَ عَليه رَئيس الجَامعة حينها، عبدالناصر موسى أبو البصل، جامعة العلوم الإسلامية العالمية.
وبَعدَ الجَدَل الذي نَشأ عَن اقتباس البابا من ريجنسبورغ، كَتَبَ زَوجَها الرسالة المفتوحة، وهي كَلِمة مُشتَرَكة حاوَلت فَتح حِوار بَنَّاء. وشاركت أريج في وضع الرِّسالة وهي تَنتَمي إلى الموقعين المُسَجِّلين. بَعدَ يَومين فقط من نَشر هذه الرِّسالة، أرسَلَ وَزير الكاردينال تارسيسيو بيريتون رداً إلى غازي بن محمد، الذي فَتَح الطَّريق أمامَ المحفل الكاثوليكي-الإسلامي. 
شارَكَت أيضاً في مؤتمر الإسلام والمسيحية والبيئة في أيلول/سبتمبر 2010 في عمان. بِصِفَتِها أحَد المحلفين، فَقَد عقَدَت خِطاباً بِمناسبة حَفل تَوزيع جَوائِز الأسبوع العالمي للانسجام بَينَ الأديان، الذي أُطلِقَ في 25 نيسان/إبريل 2013. كانَت تَنتَمي إلى القُضاة في جائزة تيمبلتون عام 2013.
وهِيَ مُؤَسِسَة ومُديرَة مَدرسة الحياة في عمان، والتي تُقَدِّم التَّعليم الديني إلى جانب التَّعليم المَدرَسي المُوَجَّه نَحوَ الغرب. ويتساوى التَّدريس باللُّغتين الإنجليزية والعربية. والتَّركيز عَلى التَّدريب باللُّغة الفَرَنسِيَّة والتَّحضير للامتحانات التي يجريها الصندوق. في وِزارة التَّعليم الأردنية، تَتَوَلى قِيادَة اللَّجنة التي تَضَع المَناهِج الدِّراسِيَّة لِلِمواضيع الاجتماعية. مع عبد الله الثاني بن الحسين وسلمان بن حمد آل خليفة، فهي عضو في المجلس الاستشاري الدولي لأكاديمية الملك، التي تمثل مدرسة داخلية مشتركة للتعليم باللغة الإنجليزية في مادبا. أما في مؤسسة آل البيت للفكر الإسلامي فهي خبيرة استشارية رفيعة المستوى في المسائل التعليمية.

## حياتها الخاصة
تزوجت من الأمير غازي بن محمد ابن عم الملك عبد الله الثاني في 4 مايو 1997، إلا أن هذا الزواج لم يستمر فانفصلا عام 2020. أنجبت من الأمير غازي أربعة أبناء:
- تسنيم (27 أغسطس 1999).
- عبد الله (6 نوفمبر 2001).
- جنه (20 سبتمبر 2003).
- سلسبيل (1 أوكتوبر 2014).

## العمل
- تأليف مناهج الدراسات الاجتماعية الأردنية وكيفية تلبيتها احتياجات المتعلمين المتقدمين بأخذ الصف الثامن كحالة دراسية عام 2006.
- كيفيه دمج ذكر الله في التدريس، عمان 2012، ISBN 978-9957-428-59-4 (على الإنترنت [PDF]).

## الأدب
- مؤسسة آل البيت للفكر الإسلامي، عمان 2012، ISBN 978-9957-428-56-3 (على الإنترنت [PDF]).